# Haya Harareet

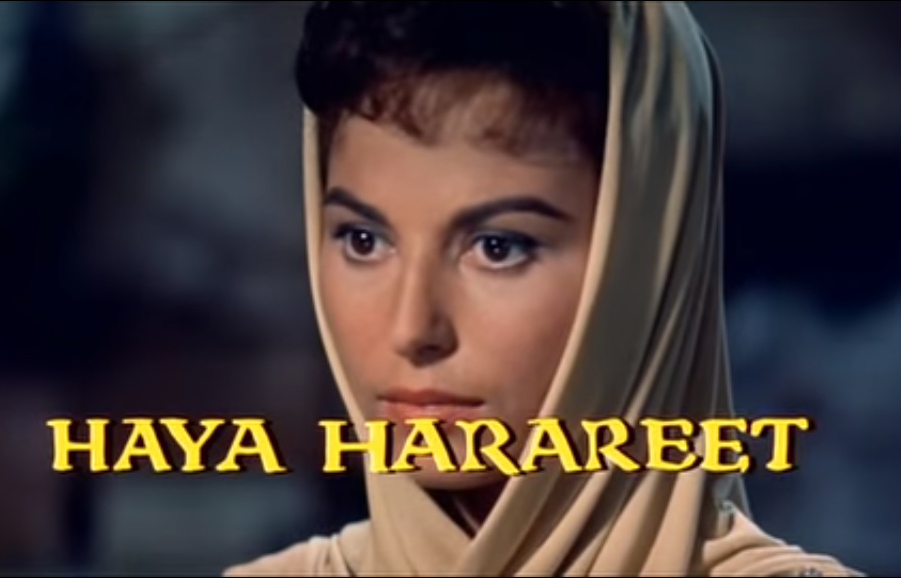
Haya Harareet i Ben-Hur (1959).

Haya Harareet, född 20 september 1931 i Haifa i dåvarande Brittiska Palestinamandatet (i nuvarande Israel), död 3 februari 2021 i Marlow, Buckinghamshire, Storbritannien, var en israelisk skådespelare.
Harareet gjorde sin filmdebut i den israeliska filmen Höjd 24 svarar inte (Giv'a 24 Eina Ona, 1955) och medverkade sedan i den italienska filmen La donna del giorno (1956). Hennes mest kända filmroll är Esther i storfilmen Ben-Hur (1959), med Charlton Heston i huvudrollen. Under 1960-talet medverkade hon i ytterligare fem filmer, bland annat spelade hon den kvinnliga huvudrollen mot Stewart Granger i den brittiska deckaren Skuggan (The Secret Partner, 1961). Hon var även en av manusförfattarna till den brittiska filmen Our Mother's House (1967).
Haya Harareet bodde fram till sin död i England och var från 1984 gift med regissören Jack Clayton till hans död 1995.

## Filmografi i urval
- 1955 – Höjd 24 svarar inte
- 1959 – Ben-Hur